# Sphacelodes quadrilineata
Sphacelodes quadrilineata är en fjärilsart som beskrevs av W. Warren 1900. Sphacelodes quadrilineata ingår i släktet Sphacelodes och familjen mätare. Inga underarter finns listade i Catalogue of Life.